# Tiefsee-Beilfische
Die Tiefsee-Beilfische (Sternoptychidae, griechisch „sternon“ = Brust, „ptyxis“ = Falte), auch Silberbeilfische genannt, sind eine im Atlantik, im Pazifik und im Indischen Ozean lebende Familie von Tiefseefischen aus der Ordnung der Maulstachler (Stomiiformes).

## Merkmale
Tiefsee-Beilfische werden 2 bis 14 Zentimeter lang. Sie haben einen plumpen Körper mit deutlich abgesetztem Schwanzstiel (stark ausgeprägt bei der Unterfamilie Sternoptychinae, daher auch der Trivialname der gesamten Familie), ein oberständiges Maul und nach oben gerichtete Augen. An der Unterseite des Körpers befinden sich Leuchtorgane. Die Anzahl der Branchiostegalstrahlen liegt bei 6 bis 10. Eine Pseudobranchie, die bei den meisten anderen Maulstachlern reduziert ist oder verloren ging, ist bei den Tiefsee-Beilfischen vorhanden. Die Fettflosse ist klein. Schuppen fehlen oder fallen leicht ab. Bei sterbenden Tiefsee-Beilfischen glimmen die Leuchtorgane lange nach. Ihre Eier sind planktisch und werden durch eingelagerte Öltropfen in der Schwebe gehalten.

## Systematik
Es gibt über 70 Arten in zehn Gattungen und zwei Unterfamilien.

### Unterfamilie Maurolicinae
Der Körper ist langgestreckt und niemals seitlich stark zusammengedrückt. Flossenformel: Afterflosse 19–38. Das Taxon ist eventuell paraphyletisch.
- Araiophos
  - Araiophos eastropas Ahlstrom & Moser, 1969

- Argyripnus
  - Argyripnus atlanticus Maul, 1952

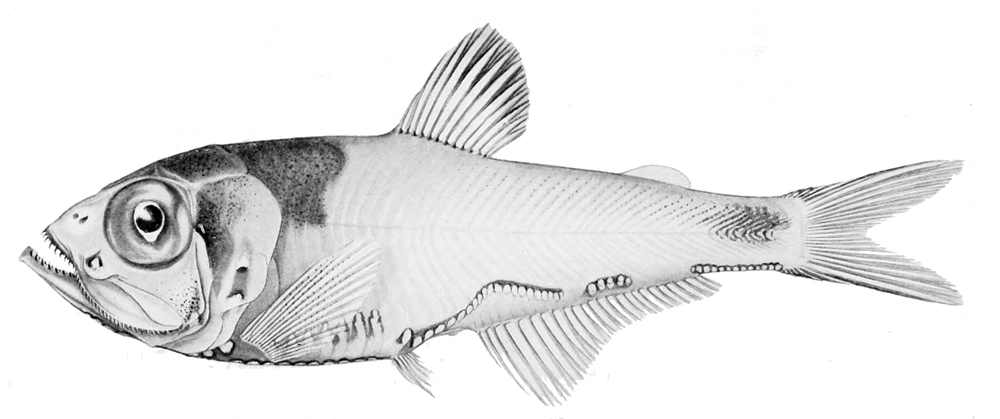
Argyripnus iridescens

  - Argyripnus boreopacificus Prokofiev, 2017
  - Argyripnus brocki Struhsaker, 1973
  - Argyripnus electronus Parin, 1992
  - Argyripnus ephippiatus Gilbert & Cramer, 1897
  - Argyripnus iridescens McCulloch, 1926
- Danaphos
  - Danaphos oculatus (Garman, 1899)
- Maurolicus
  - Maurolicus amethystinopunctatus Cocco, 1838
  - Maurolicus australis Hector, 1875
  - Maurolicus breviculus Parin & Kobyliansky, 1993Lachshering
(Maurolicus muelleri)Maurolicus weitzmani

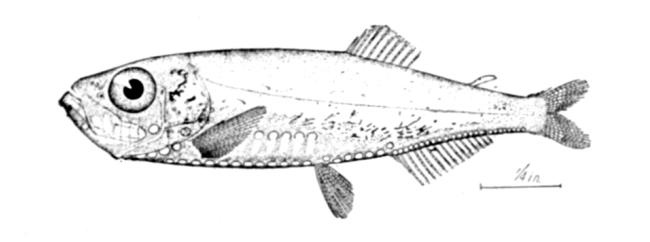
Lachshering
(Maurolicus muelleri)

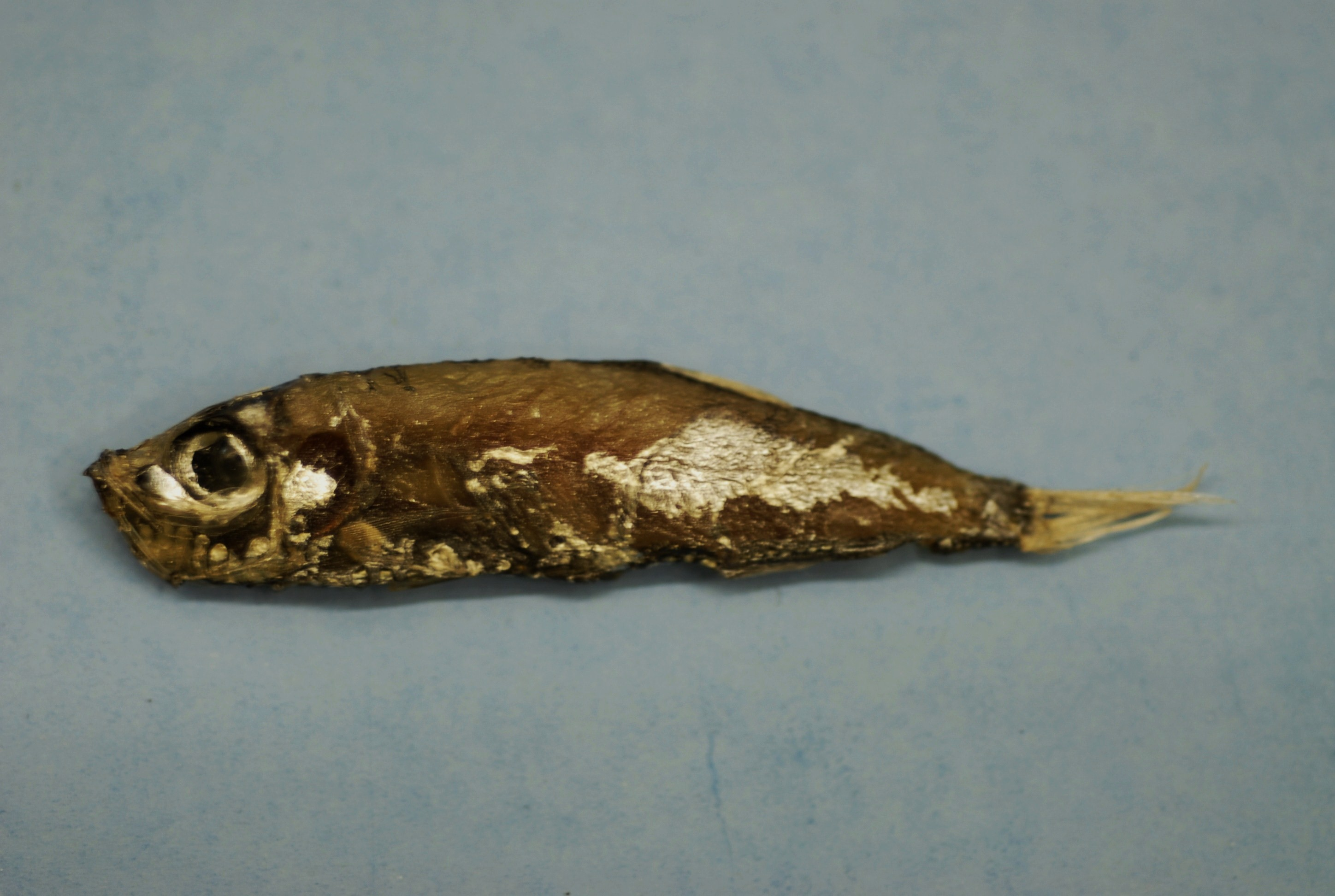
Maurolicus weitzmani

  - Maurolicus imperatorius Parin & Kobyliansky, 1993
  - Maurolicus inventionis Parin & Kobyliansky, 1993
  - Maurolicus japonicus Ishikawa, 1915
  - Maurolicus javanicus Parin & Kobyliansky, 1993
  - Maurolicus kornilovorum Parin & Kobyliansky, 1993
  - Maurolicus mucronatus Klunzinger, 1871
  - Maurolicus muelleri (Lachshering) (Gmelin, 1789)
  - Maurolicus parvipinnis Vaillant, 1888
  - Maurolicus rudjakovi Parin & Kobyliansky, 1993
  - Maurolicus stehmanni Parin & Kobyliansky, 1996
  - Maurolicus walvisensis Parin & Kobyliansky, 1993
  - Maurolicus weitzmani Parin & Kobyliansky, 1993
- Sonoda
  - Sonoda megalophthalma Grey, 1959
  - Sonoda paucilampa Grey, 1960
- Thorophos
  - Thorophos euryops Bruun, 1931
  - Thorophos nexilis (Myers, 1932)
- Valenciennellus
  - Valenciennellus carlsbergi Bruun, 1931
  - Valenciennellus tripunctulatus (Esmark, 1871)

### Unterfamilie Sternoptychinae

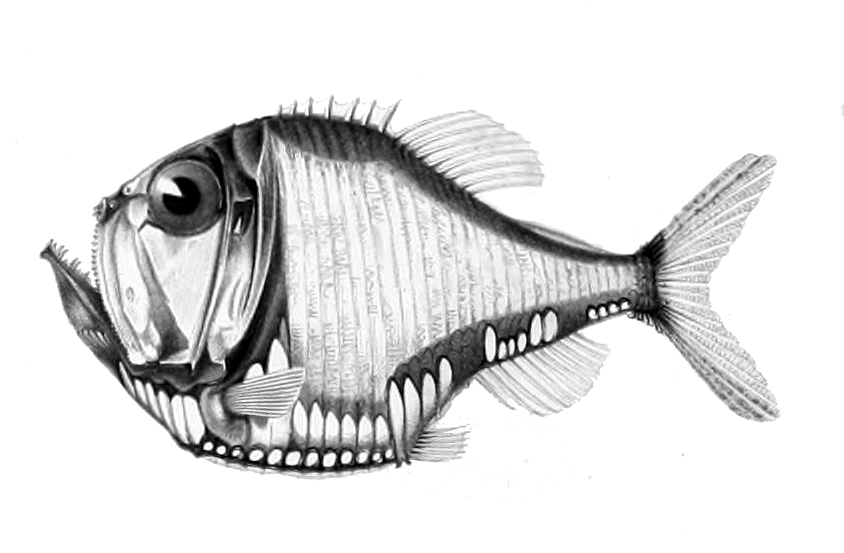
Argyropelecus olfersii

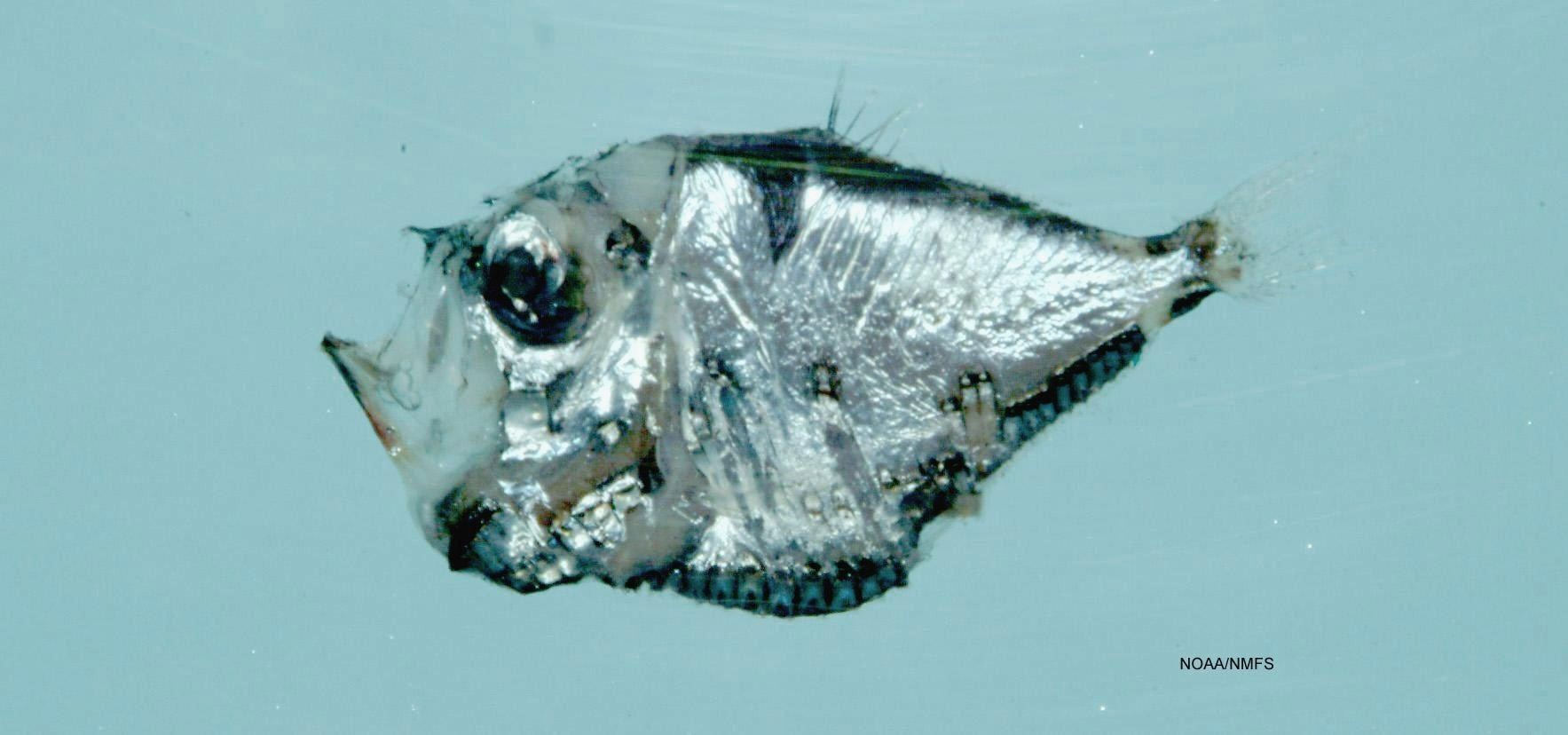
Polyipnus asteroides

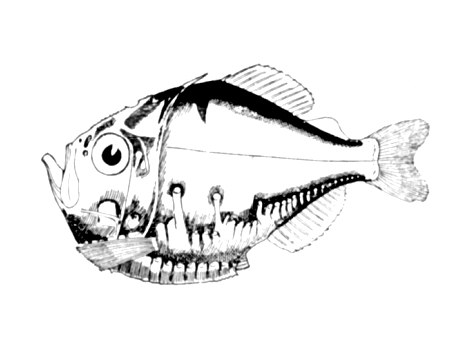
Polyipnus spinosus

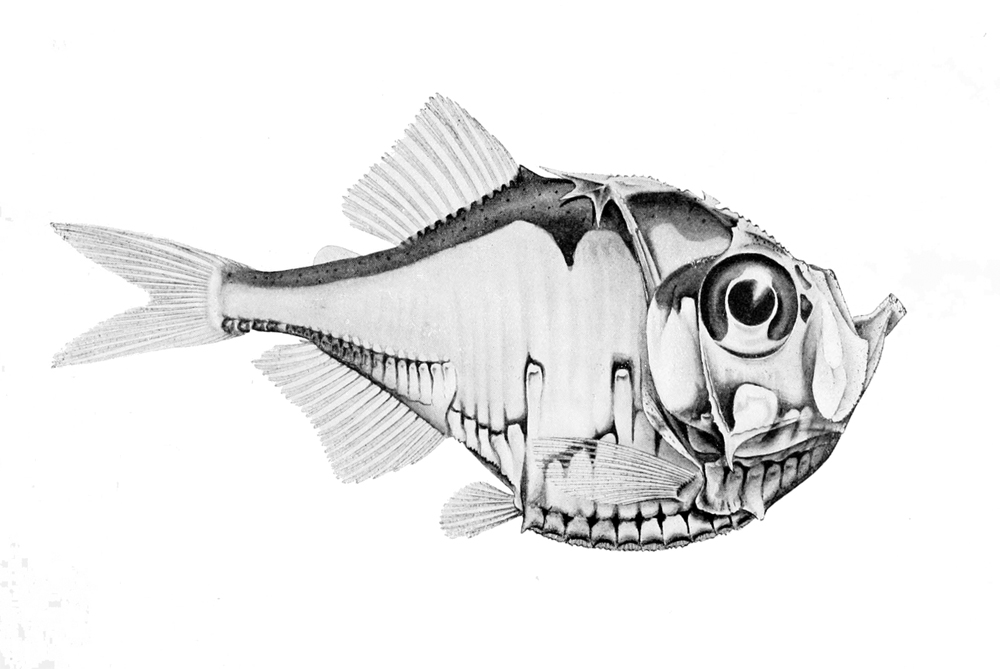
Polyipnus tridentifer

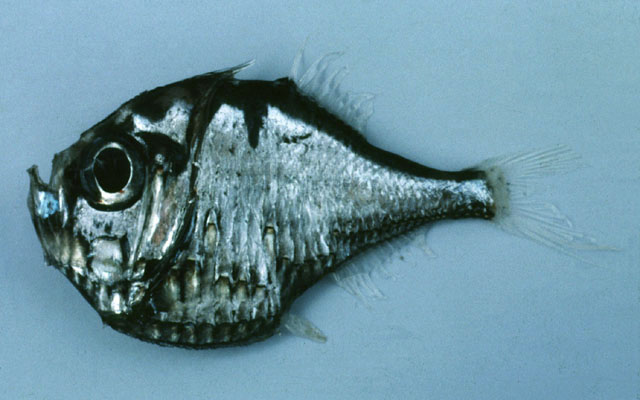
Polyipnus triphanos

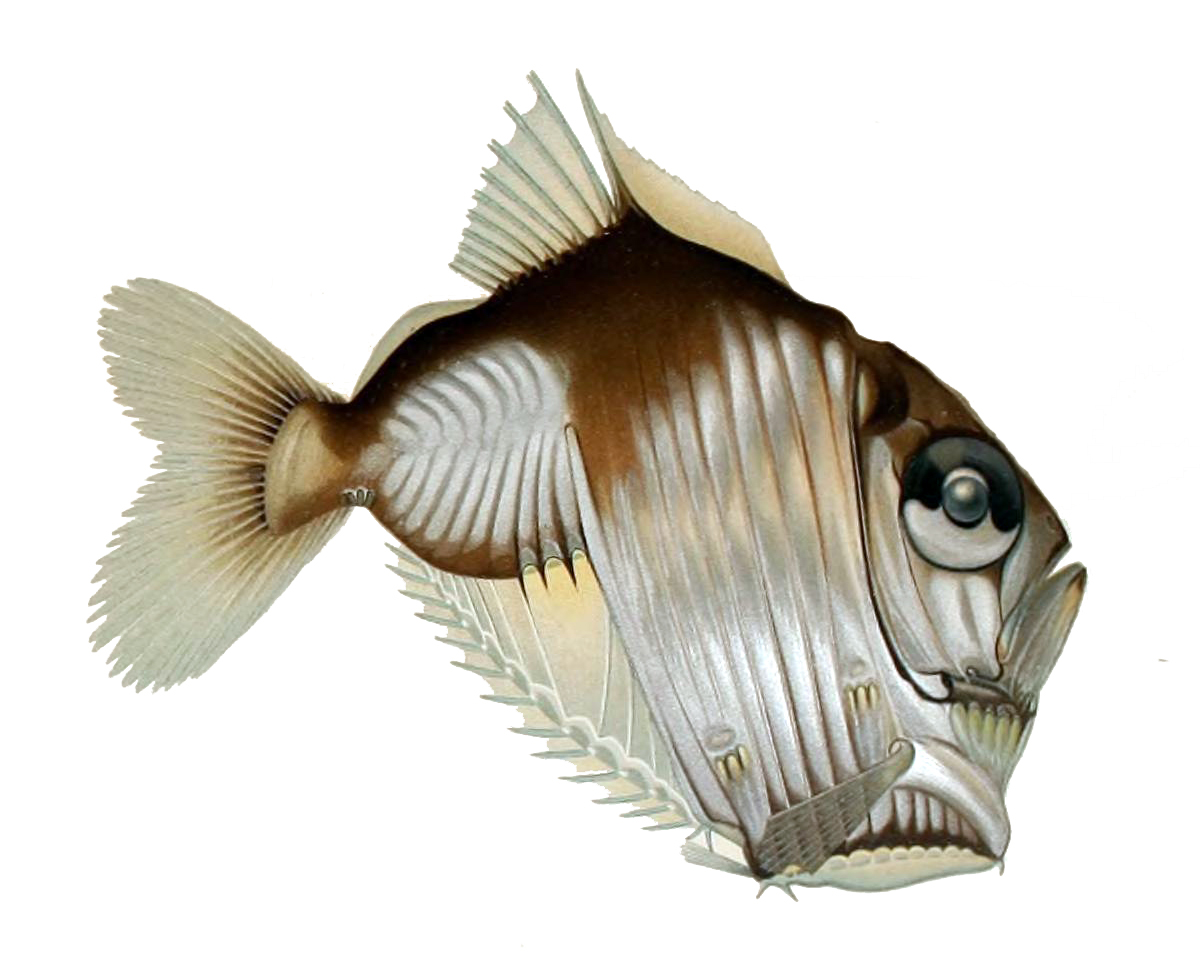
Sternoptyx diaphana

Der Körper ist kurz, seitlich stark abgeflacht und tief, das Maul steht fast senkrecht, manchmal sind Teleskopaugen ausgebildet. Flossenformel: Rückenflosse 8–17, Afterflosse 11–19.
- Argyropelecus
  - Argyropelecus aculeatus Valenciennes, 1850
  - Argyropelecus affinis Garman, 1899
  - Argyropelecus gigas Norman, 1930
  - Argyropelecus hemigymnus Cocco, 1829
  - Argyropelecus lychnus Garman, 1899
  - Argyropelecus olfersii (Silberbeil) (Cuvier, 1829)
  - Argyropelecus sladeni Regan, 1908
- Polyipnus
  - Polyipnus aquavitus Baird, 1971
  - Polyipnus asper Harold, 1994
  - Polyipnus asteroides Schultz, 1938
  - Polyipnus bruuni Harold, 1994
  - Polyipnus clarus Harold, 1994
  - Polyipnus danae Harold, 1990
  - Polyipnus elongatus Borodulina, 1979
  - Polyipnus fraseri Fowler, 1934
  - Polyipnus indicus Schultz, 1961
  - Polyipnus inermis Borodulina, 1981
  - Polyipnus kiwiensis Baird, 1971
  - Polyipnus laruei Vourey et al., 2017
  - Polyipnus laternatus Garman, 1899
  - Polyipnus latirastrus Last & Harold, 1994
  - Polyipnus limatulus Harold & Wessel, 1998
  - Polyipnus matsubarai Schultz, 1961
  - Polyipnus meteori Kotthaus, 1967
  - Polyipnus notatus Harold et al., 2016
  - Polyipnus nuttingi Gilbert, 1905
  - Polyipnus oluolus Baird, 1971
  - Polyipnus omphus Baird, 1971
  - Polyipnus ovatus Harold, 1994
  - Polyipnus parini Borodulina, 1979
  - Polyipnus paxtoni Harold, 1989
  - Polyipnus polli Schultz, 1961
  - Polyipnus ruggeri Baird, 1971
  - Polyipnus soelae Harold, 1994
  - Polyipnus spinifer Borodulina, 1979
  - Polyipnus spinosus Günther, 1887
  - Polyipnus stereope Jordan & Starks, 1904
  - Polyipnus surugaensis Aizawa, 1990
  - Polyipnus tridentifer McCulloch, 1914
  - Polyipnus triphanos Schultz, 1938
  - Polyipnus unispinus Schultz, 1938
- Sternoptyx
  - Sternoptyx diaphana Hermann, 1781
  - Sternoptyx obscura Garman, 1899
  - Sternoptyx pseudobscura Baird, 1971
  - Sternoptyx pseudodiaphana Borodulina, 1977